# ガルチ
ガルチ（Gulch、1984年 - 2016年）はアメリカの競走馬である。現役時代にG1競走を7勝し、種牡馬としても成功を収めている。

## 戦績
1986年6月にデビューし1着。その後連勝を続けG1競走2勝を含む5連勝まで伸ばしたものの、6戦目のG1ノーフォークステークスでカポウティの2着に敗れ連勝がストップ。次走ブリーダーズカップ・ジュヴェナイルでもカポウティの5着に敗れた。そしてエクリプス賞最優秀2歳牡馬も直接対決で2度敗れたカポウティが受賞することとなった。
1987年はアメリカ三冠競走への路線を進むが成績が安定せず、勝ったり負けたりを繰り返した。ウッドメモリアル招待ステークスで3つ目のG1タイトルを獲得するが、三冠競走のケンタッキーダービー6着、プリークネスステークス4着、メトロポリタンハンデキャップでは古馬相手に優勝したものの三冠最終戦のベルモントステークスも3着と大きいところは獲り逃している。この後もアメリカの主要中距離G1を中心に6レース走ったが、2着3回と勝ち切れず、ブリーダーズカップ・クラシックでは9着と惨敗した。
1988年は一般競走、G3ポトレログランデハンデキャップと短距離戦で連勝。9ハロンと距離を伸ばしたオークローンハンデキャップは3着。再び距離を縮めた7ハロンのカーターハンデキャップ、8ハロンのメトロポリタンハンデキャップ（連覇）とG1を連勝。この後7ハロン〜9ハロンのレースに使われるが5戦して2着4回と昨年同様の勝ち切れなさを露呈。次走は得意の短距離戦であるブリーダーズカップ・スプリントに出走し優勝。この勝利でエクリプス賞最優秀短距離馬のタイトルを獲得し、それを手土産に引退した。結局8ハロン以上の距離では1勝止まりで、短距離戦でこそ真価を発揮する馬だった。2年半ほどの競走生活で32戦をこなし、その多くがG1競走であったにもかかわらず、6着以下に敗れたのは2度のみとほとんど大敗することがなかった。

## 年度別競走成績
- 1986年（7戦5勝）
  - ホープフルステークス (G1) 、フューチュリティステークス (G1) 、サラトガスペシャルステークス (G2) 、トレモントステークス (G3)
- 1987年（14戦3勝）
  - ウッドメモリアル招待ステークス (G1) 、メトロポリタンハンデキャップ (G1) 、ベイショアステークス (G2)
- 1988年（11戦5勝）
  - カーターハンデキャップ (G1) 、メトロポリタンハンデキャップ (G1) 、ブリーダーズカップ・スプリント (G1) 、ポトレログランデハンデキャップ (G3)

## 種牡馬
種牡馬としては世界各地でステークス競走優勝馬を輩出している。前述の通り自身は短距離向きの馬だったが、産駒にはケンタッキーダービー、ベルモントステークスを勝ったサンダーガルチ、欧州の中距離戦線で活躍したネイエフなど距離が持つ馬も出ている。アメリカ、欧州、日本でGI競走優勝馬を輩出しており、芝・ダートも問わない。日本ではNHKマイルカップ、ジャパンカップダートを勝ったイーグルカフェが代表産駒となる。受精能力の低下により、2009年に種牡馬を引退する。2016年1月17日、癌との闘いの末、安楽死の措置が採られた。

### 主な産駒
- 1990年産
  - ワレンダー（スーパーダービー）
  - グレイトナヴィゲーター（ホープフルステークス）
- 1992年産
  - サンダーガルチ（フロリダダービー、ケンタッキーダービー、ベルモントステークス、トラヴァーズステークス）
  - ハライール（英1000ギニー）
  - トレンシャル（ジャンプラ賞）
- 1994年産
  - ブレーブテンダー（アーリントンカップ）
- 1997年産
  - イーグルカフェ（NHKマイルカップ、ジャパンカップダート、共同通信杯4歳ステークス、七夕賞）
- 1998年産
  - ネイエフ（チャンピオンステークス、ドバイシーマクラシック、インターナショナルステークス、プリンスオブウェールズステークス）
- 2001年産
  - ザクリフズエッジ（ブルーグラスステークス）
- 2005年産
  - コートヴィジョン（ハリウッドダービー、シャドウェルターフマイルステークス、ガルフストリームパークターフハンデキャップ、ウッドバインマイル、ブリーダーズカップ・マイル）

### ブルードメアサイアーとしての主な産駒
- 1996年産
  - リザーブユアハート（函館3歳ステークス）
- 1997年産
  - リエナクト（QTCサイアーズプロデュースステークス）
  - メディアパズル（メルボルンカップ）
  - ユキノサンロイヤル（日経賞）
- 1999年産
  - ストロングブラッド（かしわ記念、カブトヤマ記念、さくらんぼ記念、群馬記念）
- 2000年産
  - リフューズトゥベンド（アイリッシュナショナルステークス、2000ギニー、エクリプスステークス、クイーンアンステークス）
- 2001年産
  - サイレンルアー（トリプルベンドインビテーショナルハンデキャップ）
  - ラティス（ディアヌ賞）
- 2004年産
  - ローマン（ジョッケクルブ賞、ジャンプラ賞）
- 2010年産
  - シラソル（マルセルブサック賞、サンタラリ賞）

## 血統表
| ガルチの血統（ミスタープロスペクター系 / Bull Dog (Sir Gallahad III) 5×5=6.25%） | ガルチの血統（ミスタープロスペクター系 / Bull Dog (Sir Gallahad III) 5×5=6.25%） | ガルチの血統（ミスタープロスペクター系 / Bull Dog (Sir Gallahad III) 5×5=6.25%） | （血統表の出典） | （血統表の出典） |
| 父 Mr.Prospector 1970 鹿毛                                                       | 父の父Raise a Native 1961 栗毛                                                   | Native Dancer                                                                    | Polynesian       | Polynesian       |
| 父 Mr.Prospector 1970 鹿毛                                                       | 父の父Raise a Native 1961 栗毛                                                   | Native Dancer                                                                    | Geisha           |                  |
| 父 Mr.Prospector 1970 鹿毛                                                       | 父の父Raise a Native 1961 栗毛                                                   | Raise You                                                                        | Case Ace         | Case Ace         |
| 父 Mr.Prospector 1970 鹿毛                                                       | 父の父Raise a Native 1961 栗毛                                                   | Raise You                                                                        | Lady Glory       |                  |
| 父 Mr.Prospector 1970 鹿毛                                                       | 父の母Gold Digger 1962 鹿毛                                                      | Nashua                                                                           | Nasrullah        | Nasrullah        |
| 父 Mr.Prospector 1970 鹿毛                                                       | 父の母Gold Digger 1962 鹿毛                                                      | Nashua                                                                           | Segula           |                  |
| 父 Mr.Prospector 1970 鹿毛                                                       | 父の母Gold Digger 1962 鹿毛                                                      | Sequence                                                                         | Count Fleet      | Count Fleet      |
| 父 Mr.Prospector 1970 鹿毛                                                       | 父の母Gold Digger 1962 鹿毛                                                      | Sequence                                                                         | Miss Dogwood     |                  |
| 母 Jameela 1976 黒鹿毛                                                           | 母の父Rambunctious 1960 鹿毛                                                     | Rasper                                                                           | Owen Tudor       | Owen Tudor       |
| 母 Jameela 1976 黒鹿毛                                                           | 母の父Rambunctious 1960 鹿毛                                                     | Rasper                                                                           | Red Sunset       |                  |
| 母 Jameela 1976 黒鹿毛                                                           | 母の父Rambunctious 1960 鹿毛                                                     | Danae                                                                            | The Solicitor    | The Solicitor    |
| 母 Jameela 1976 黒鹿毛                                                           | 母の父Rambunctious 1960 鹿毛                                                     | Danae                                                                            | Justitia         |                  |
| 母 Jameela 1976 黒鹿毛                                                           | 母の母Asbury Mary 1969 鹿毛                                                      | Seven Corners                                                                    | Roman            | Roman            |
| 母 Jameela 1976 黒鹿毛                                                           | 母の母Asbury Mary 1969 鹿毛                                                      | Seven Corners                                                                    | Miss Traffic     |                  |
| 母 Jameela 1976 黒鹿毛                                                           | 母の母Asbury Mary 1969 鹿毛                                                      | Snow Flyer                                                                       | Snow Boots       | Snow Boots       |
| 母 Jameela 1976 黒鹿毛                                                           | 母の母Asbury Mary 1969 鹿毛                                                      | Snow Flyer                                                                       | Hey Hay F-No.A4  |                  |